# 巴氏新亮麗鯛
巴氏新亮麗鯛，為輻鰭魚綱鱸形目隆頭魚亞目慈鯛科的其中一種，分布於非洲坦干伊喀湖流域，為特有種，體長可達8公分，棲息在中底層水域，以浮游生物為食，成對活動，可作為觀賞魚。